# Райково (Ленинградская область)
Райково — деревня в Осьминском сельском поселении Лужского района Ленинградской области.

## История
Деревня Ранкова упоминается на карте Санкт-Петербургской губернии 1792 года, А. М. Вильбрехта.
Как деревня Райково, состоящая из 28 крестьянских дворов, она обозначена на карте Санкт-Петербургской губернии Ф. Ф. Шуберта 1834 года.

РАЙКОВО — деревня принадлежит её величеству, число жителей по ревизии: 82 м. п., 108 ж. п. (1838 год)

Деревня Райково из 28 дворов отмечена на карте профессора С. С. Куторги 1852 года.

РАЙКОВА — деревня Гдовского её величества имения, по просёлочной дороге, число дворов — 33, число душ — 82 м. п. (1856 год)

РАЙКОВО — деревня государственная при реке Сабе, число дворов — 34, число жителей: 76 м. п., 78 ж. п. (1862 год)

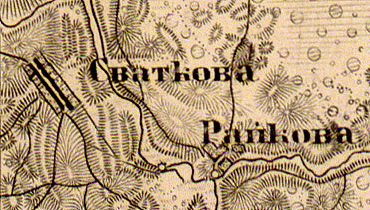
Деревня Райково на карте 1863 года

Согласно карте из «Исторического атласа Санкт-Петербургской Губернии» 1863 года деревня называлась Райкова.
Сборник Центрального статистического комитета описывал её так:

РАЙКОВА — деревня бывшая владельческая при реке Сабе, дворов — 41, жителей — 206; часовня, кожевенный завод. (1885 год)

В XIX — начале XX века деревня административно относилась к Осьминской волости 2-го земского участка 1-го стана Гдовского уезда Санкт-Петербургской губернии.
По данным «Памятной книжки Санкт-Петербургской губернии» за 1905 год деревня Райково образовывала Райковское сельское общество.
С 1917 по 1919 год деревня Райково входила в состав Осьминской волости Гдовского уезда.
С 1920 года, в составе Райковского сельсовета Кингисеппского уезда.
С 1927 года, в составе Райковского сельсовета Осьминского района.
С 1928 года, в составе Сватковского сельсовета. В 1928 году население деревни Райково составляло 276 человек.
По данным 1933 года деревня Райково входила в состав Сватковского сельсовета Осьминского района.
C 1 августа 1941 года по 31 января 1944 года деревня находилась в оккупации.
С 1960 года, в составе Осьминиского сельсовета.
С 1961 года, в составе Сланцевского района.
С 1963 года, в составе Лужского района.
В 1965 году население деревни Райково составляло 105 человек.
По данным 1966, 1973 и 1990 годов деревня Райково входила в состав Осьминского сельсовета Лужского района.
По данным 1997 года в деревне Райково Осьминской волости проживали 15 человек, в 2002 году — 18 человек (все русские).
В 2007 году в деревне Райково Осьминского СП проживали 14 человек.

## География
Деревня расположена в северо-западной части района близ автодороги 41А-186 (Толмачёво — автодорога «Нарва»).
Расстояние до административного центра поселения — 11 км.
Расстояние до ближайшей железнодорожной станции Молосковицы — 61 км.
Деревня находится на правом берегу реки Саба, через деревню протекает ручей Лососинок.

## Демография
| 1838 | 1862 | 1885 | 1928 | 1965 | 1997 | 2007 |
| ---- | ---- | ---- | ---- | ---- | ---- | ---- |
| 190  | ↘154 | ↗206 | ↗276 | ↘105 | ↘15  | ↘14  |
| 2010 | 2017 |      |      |      |      |      |
| ↗17  | ↘14  |      |      |      |      |      |

## Достопримечательности
- Деревянная часовня во имя Архангела Михаила постройки XIX века[22].

## Улицы
Верхняя, Заречная.